# Igor' Juščenko
Igor' Nikolaevič Juščenko (in russo Игорь Николаевич Ющенко?; Chimki, 9 marzo 1969) è un allenatore di calcio ed ex calciatore russo, di ruolo centrocampista, tecnico del Chimki-M.